# Brđani (gmina Šipovo)
Brđani (cyr. Брђани) – wieś w Bośni i Hercegowinie, w Republice Serbskiej, w gminie Šipovo. W 2013 roku liczyła 194 mieszkańców.